# Samux Rayonu
Samux Rayonu är ett distrikt i Azerbajdzjan. Det ligger i den nordvästra delen av landet, 300 km väster om huvudstaden Baku. Antalet invånare är 50 787.
Följande samhällen finns i Samux Rayonu:
- Samux
- Qarayeri
- Çobanabdallı
- Qırmızı Samux
- Ziyadlı
- Alyushagy
- Alabaşlı
- Qovlarsarı
- Lüksemburq
- Zazaly
- Ashagy Agasibeyli
- Burunqovaq

Trakten runt Samux Rayonu består i huvudsak av gräsmarker. Runt Samux Rayonu är det ganska tätbefolkat, med 52 invånare per kvadratkilometer.